# Simpson (Anglia)
Simpson lub Sympson – osada w Anglii, w Buckinghamshire, w dystrykcie (unitary authority) Milton Keynes. Leży 18,8 km od miasta Buckingham, 23,3 km od miasta Aylesbury i 70,7 km od Londynu. W 1931 roku civil parish liczyła 702 mieszkańców. Simpson jest wspomniana w Domesday Book (1086) jako Sevinestone/Siuuinestone.

## Etymologia
Źródło:.

Nazwa miejscowości na przestrzeni wieków:
- XI w. – Siwinestone/Sevinestone
- XIII w. – Shiveneston
- XIV w. – Sewenestone
- XVI w. – Sympson/Sympston
- XVII w. – Sewingston